# 조지 코잭
조지 해럴드 코잭(George Harold Kojac, 1910년 3월 2일 ~ 1996년 5월 28일)은 미국의 수영 선수로 올림픽 2관왕이자, 2개의 종목들(자유형, 배영)에서 세계 기록 보유자였다.
뉴욕에서 우크라이나 이민자에게서 태어났다. 드윗 클린턴 고등학교에서 공부하면서 이스트 강에서 수영을 배웠다.
코잭은 1928년 암스테르담 올림픽에서 미국을 대표하였다. 800m 자유형 계주에서 우승한 미국 팀의 일원으로서 금메달을 획득하였다. 코잭과 동료 선수들 오스틴 클랩, 월터 로퍼, 조니 와이즈뮬러는 결승전에서 9분 36.2초의 세계 신기록을 세웠다. 개인적으로 그는 100m 배영에서 1분 08.2초의 두번째 세계 기록과 함께 또 하나의 금메달을 땄다. 그는 또한 100m 자유형에서 1분 00.8초로 4위를 하기도 하였다.
1931년 럿거스 대학교를 졸업하고 컬럼비아 의학 대학원에 진학했다. 학업 때문에 1932년 로스앤젤레스 올림픽에는 출전하지 않았다.
자신의 경력 동안 코잭은 23개의 세계 기록을 세웠다. 1968년 국제 수영 명예의 전당에 헌액되었다.
86세의 나이로 버지니아주 페어팩스에서 사망하였다.

## 같이 보기
- 올림픽 수영 남자 메달리스트 목록
- 수영 배영 100m 세계 기록 추이
- 수영 계영 800m 세계 기록 추이